# Аустроцилиндропунция
Аустроцилиндропунция (лат. Austrocylindropuntia) — род суккулентных растений из семейства кактусовых.
Распространены в Южной Америке. Ареал охватывает территорию Аргентины, Боливии, Эквадора, Перу. Растения произрастают в горах и полупустынях на высоте от 1000 до 3500 м над уровнем моря.

## История систематики
Austrocylindropuntia — один из нескольких родов, которые были выделены из большого рода Опунция (Opuntia). В 1938 году он был описан Куртом Баккебергом как самостоятельный род, однако и теперь многие таксономисты делают попытки отнести его как подрод к роду Opuntia. Баккеберг включил в род 20 видов катусов. По Андерсону к роду относятся 11 видов.

## Ботаническое описание
Стебли мягкие, безрёберные, в большинстве древовидные, 0,1-6 м высотой и 1,5-10 см в диаметре в зависимости от вида, с большим числом боковых побегов. На молодом приросте из ареол появляются рудиментарные мясистые и острые листочки 2-10 см длиной, которые со временем опадают, а на их месте образуются очень острые прямые колючки до 7 см длиной. В этом случае ткань, разросшаяся в пазухах листьев, имеет форму своеобразных плоских бугорков, носящих название «подарий». Такое строение характерно для аустроцилиндропунций, цилиндропунций и опунций. Цветки жёлтые, оранжевые, розовые, краевые, колесовидные, до 7 см длиной и 1,5-4 см в диаметре, редко появляются в оранжерейных условиях. Плоды зеленовато-жёлтые, 1,5-10 см длиной. Отличается от североамериканского рода Цилиндропунция (Cylindropuntia) отсутствием чехликов на концах колючек.

## Виды
По информации базы данных The Plant List, род включает 11 видов:
- Austrocylindropuntia cylindrica (Lam.) Backeb.
- Austrocylindropuntia floccosa (Salm-Dyck ex Winterfeld) F.Ritter
- Austrocylindropuntia hirschii (Backeb.) E.F.Anderson
- Austrocylindropuntia lagopus (K.Schum.) I.Crook, J.Arnold & M.Lowry
- Austrocylindropuntia pachypus (K.Schum.) Backeb.
- Austrocylindropuntia punta-caillan (Rauh & Backeb.) E.F.Anderson
- Austrocylindropuntia shaferi (Britton & Rose) Backeb.
- Austrocylindropuntia subulata (Muehlenpf.) Backeb.
- Austrocylindropuntia verschaffeltii (Cels ex F.A.C.Weber) Backeb.
- Austrocylindropuntia vestita (Salm-Dyck) Backeb.
- Austrocylindropuntia yanganucensis (Rauh & Backeb.) E.F.Anderson

## Содержание в культуре
Популярные и неприхотливые в культуре закрытых помещений растения. Для образования красивых, хорошо развитых побегов им необходимо много солнечного света, свежий воздух и регулярный полив в летний период. Зимовка при температуре 8-12 ° С, почти сухая. Состав землесмеси: листовой перегной - 40%, дерновая земля - 30%, песок и гравий - 30%. Легко размножаются семенами и черенками. Многие виды используются в качестве подвоев для кристатних форм опунций и видов тефрокактусов. Коллекционерами ценится кристатная форма растений, возникающая, скорее всего, из-за замедления роста растения. Используется как одиночное растение, так и в композициях.